# Можжевельник твёрдый
Можжеве́льник твёрдый, или Можжеве́льник жёсткий, или Можжеве́льник твёрдоли́стный (лат. Juniperus rigida) — вечнозелёные хвойные деревья, вид рода Можжевельник (Juniperus) семейства Кипарисовые (Cupressaceae).

## Распространение и экология
В естественных условиях растёт на юге Приморского края, на Сахалине, Камчатке, в Китае, на севере Корейского полуострова, в Японии.
Растёт одиночно или группами по скалистым склонам, на утёсах и уступах скал, преимущественно на известковых почвах, изредка — на песках морского побережья. На кислых почвах и в затенении не встречается. Растёт быстрее других видов. Доживает до 150 и более лет. На открытых местах возобновляется удовлетворительно.

Достигает в 30 лет высоты 6,5 м, при диаметре ствола 10 см. 
|                         |
|                         |
| Кора и ветка с шишками. |

## Ботаническое описание
Высокое двудомное дерево или кустарник высотой до 8 м (в Японии встречаются экземпляры высотой до 15 м.) Крона колонновидная, узкопирамидальная или овальная, у женских особей более редкая. На песчаных валах и скалах морского побережья приобретает стелющуюся форму. Ветви трёхгранные, восходящие, затем простёртые, молодые побеги свисающие.
Корневая система пластичная, сильно развитая, обеспечивающая питание растения даже на оголённых каменистых склонах и обрывах. 
Кора серая, у старых деревьев красно-бурая, бороздчатая.
Листья желтовато-зелёные, жёсткие, плотные, торчащие, резко остроконечные, очень колючие, узколинейные, длиной 1,5—3 см, сверху глубоко вогнутые с одной узкой устьичной полоской, снизу сильно выпуклые с крепким килем, мутовчато расположенная по три хвоинки.
Шишки одиночные, круглые, мелкие, гладкие, в диаметре 6 мм, чёрно-синие, с голубоватым налётом, образованы 3 чешуями, концы которых хорошо видны на поверхности шишки, созревающие на второй год. Семена в числе 2—3, продолговатые, трёхгранные.

## Значение и применение

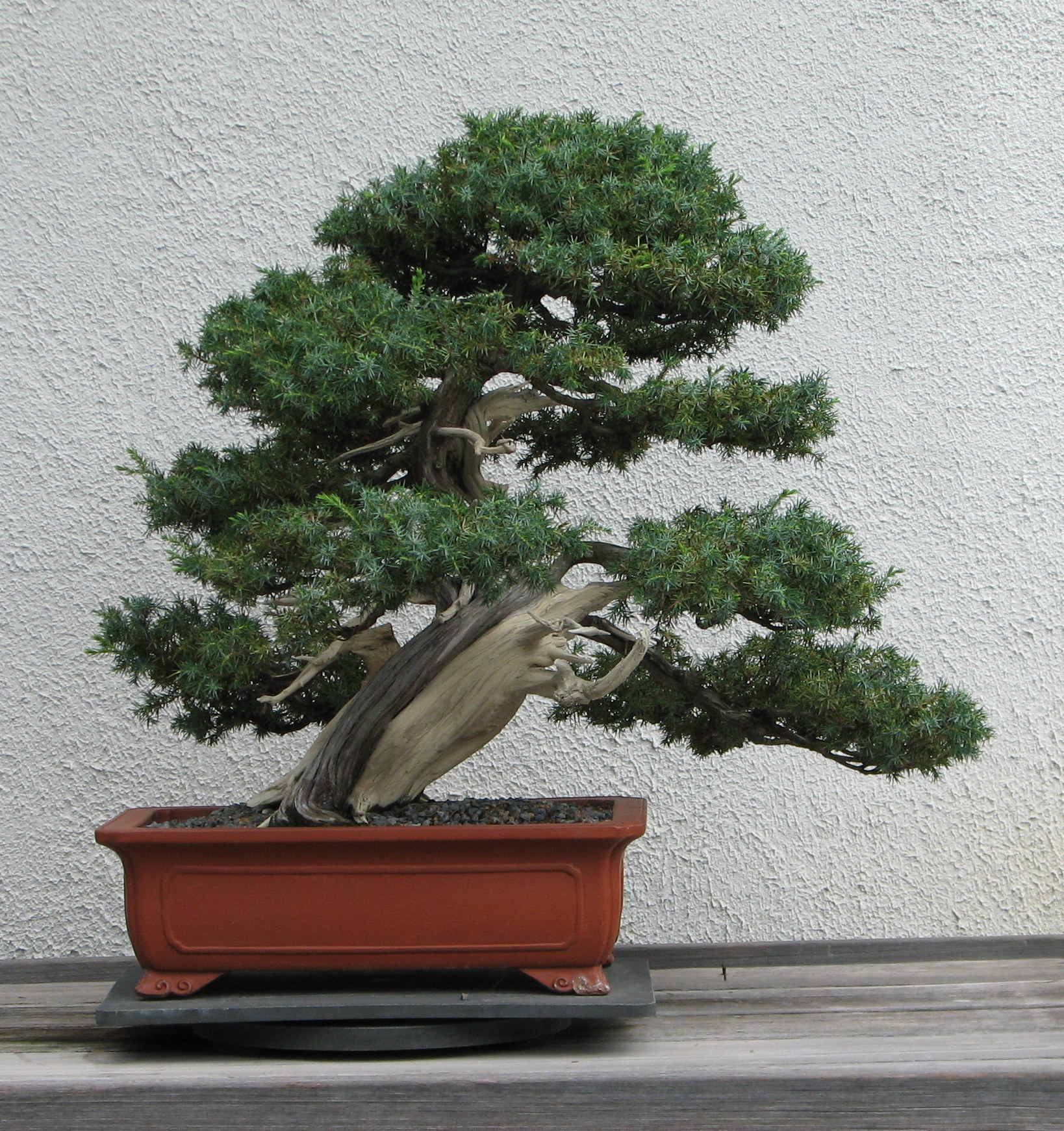
Бонсай.

Древесина дерева устойчива против гниения.
В Европе интродуцирован с 1861 г. В современной коллекции ботанического сада Петра Великого с 2001 года, вегетирует, плодоносит.
В одиночных посадках весьма декоративен (особенно мужские экземпляры). При культуре следует учитывать, что растение не выносит затенения и кислых почв. В культуре растёт значительно быстрее, чем в естественных условиях. С 1861 года изредка встречается в Западной Европе и США. Растение издавна используется для формирования бонсай.

## Классификация

### Представители
В рамках вида выделяют несколько подвидов:
- Juniperus rigida subsp. conferta (Parl.) Kitam. — встречается на Сахалине, Хоккайдо, Хонсю и Кюсю.
- Juniperus rigida subsp. rigida

### Таксономия
Вид Можжевельник твёрдый входит в род Можжевельник (Juniperus) семейства Кипарисовые (Cupressaceae) порядка Сосновые (Pinales).
|  |                    |  |                                          |                                          |                       |  | ещё 6 семейств | ещё 6 семейств |                          |  |  |  | ещё от 50 до 67 видов |
|  |                    |  |                                          |                                          |                       |  | ещё 6 семейств | ещё 6 семейств |                          |  |  |  | ещё от 50 до 67 видов |
|  |                    |  |                                          | порядок Сосновые                         |                       |  |                |                | род Можжевельник         |  |  |  |                       |
|  |                    |  |                                          | порядок Сосновые                         |                       |  |                |                | род Можжевельник         |  |  |  |                       |
|  | отдел Голосеменные |  |                                          |                                          | семейство Кипарисовые |  |                |                | вид Можжевельник твёрдый |  |  |  |                       |
|  | отдел Голосеменные |  |                                          |                                          | семейство Кипарисовые |  |                |                |                          |  |  |  |                       |
|  |                    |  | ещё 13—14 порядков голосеменных растений | ещё 13—14 порядков голосеменных растений |                       |  |                | ещё 10 родов   | ещё 10 родов             |  |  |  |                       |
|  |                    |  |                                          | ещё 13—14 порядков голосеменных растений |                       |  |                |                | ещё 10 родов             |  |  |  |                       |